# پیودرمای گرانولوماتوز سطحی
پیودرمای گرانولوماتوز سطحی یک بیماری پوستی است، نوعی از پیودرما گانگرنوزوم که با یک ضایعۀ رویشی یا اولسراتیو سطحی موضعی مشخص می‌شود، که معمولاً به دنبال تروما، مانند جراحی، ایجاد می‌شود.

## همچنین ببینید
- سندرم PAPA
- لیست شرایط پوستی